# Doutrina Eisenhower

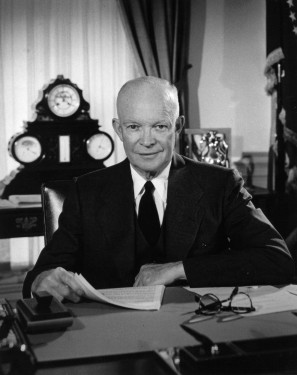
O presidente Eisenhower.

A Doutrina Eisenhower, anunciada em uma mensagem ao Congresso dos Estados Unidos em 5 de janeiro de 1957, foi a política externa do ex-presidente estadunidense Dwight D. Eisenhower. A doutrina dos Estados Unidos afirmou que iria usar as forças armadas, mediante pedido, em resposta a agressão efetiva ou iminente aos Estados Unidos. Por outro lado, países que tomaram posições opostas ao Comunismo receberiam ajuda, sob diversas formas. A ação militar  da Doutrina foi aplicada na crise do Líbano no ano seguinte, quando os Estados Unidos intervieram em resposta a um pedido apresentado por este país.
No contexto político mundial, a Doutrina foi feita em resposta à possibilidade de uma guerra generalizada, como resultado da ameaça da União Soviética na tentativa de usar a Guerra de Suez como um pretexto para invadir o Egito. Juntamente com o declínio do poder britânico e francês na região depois de sua incapacidade na participação da mesma guerra, Eisenhower considerou uma posição de força necessária para melhorar a situação, que era ainda mais complicada devido às posições assumidas pelo presidente egípcio Gamal Abdel Nasser: construir uma base e de poder utilizá-la para incitar os soviéticos e americanos uns contra os outros e aceitando a ajuda de soviéticos. 
Em nível regional, então, a intenção era a de que a Doutrina iria trabalhar para fornecer aos regimes árabes independentes uma alternativa ao controle político de Nasser, reforçando e ao mesmo tempo isolando-os através da influência comunista. A doutrina falhou posteriormente, com a ascensão de Nasser em 1959, incluindo influências nos países árabes vizinhos Iraque e Arábia Saudita, mas, o relacionamento de Nasser com os dirigentes soviéticos se deteriorou, permitindo que os E.U.A adotasse uma política de acomodação.
A Administração Eisenhower também viu a área como sendo influente para a futura política externa não só para os Estados Unidos, mas também seus aliados. A região do Oriente Médio era fornecedora de grande percentagem do fornecimento de petróleo do mundo. Se a área se tornasse comunista, os Estados Unidos e seus aliados iriam sofrer enormes consequências econômicas.